# Dương Văn Dương
Dương Văn Dương (còn gọi là Ba Dương; 1900 – 20 tháng 2 năm 1946) là thủ lĩnh của lực lượng quân sự Bộ đội Bình Xuyên trong kháng chiến chống Pháp giai đoạn 1945–1946. Ông sinh ra trong một gia đình nông dân nghèo ở tỉnh Bến Tre. Trong những năm 1920, Ba Dương trở thành thủ lĩnh Lực lượng Bình Xuyên, sau đó biến thành một tổ chức gồm những toán cướp trên sông chuyên moi tiền bảo vệ từ những du khách đi thuyền tam bản qua kênh rạch đến bến tàu Chợ Lớn. Chuyên trộm cướp từ người giàu và đem về chia cho dân nghèo, Lực lượng Bình Xuyên trở thành những người hùng trong con mắt người dân bản xứ cư trú trong rừng.
Năm 1936, Dương bắt đầu hoạt động phạm pháp khi nhận bảo kê cho các bến xe Tây Ninh – Phnôm Pênh, Sài Gòn. Đến năm 1940, ông trở thành một trong những thủ lĩnh của giới lục lâm thảo khấu Nam Kỳ thời bấy giờ. Khi Đế quốc Nhật Bản xâm chiếm Việt Nam năm 1940, Ba Dương đứng ra chỉ huy nhóm Thanh niên cảm tử đoàn tổ chức kháng chiến chống quân Nhật cùng em trai Năm Hà và một số đàn em Bảy Viễn, Mười Trí. Sau khi quân Nhật đầu hàng quân Đồng Minh năm 1945, ông hợp tác với Việt Minh chống lại sự cai trị của quân Anh–Pháp.

## Tiểu sử
Dương Văn Dương sinh năm 1900, là người gốc làng Lý Nhơn, Cần Giờ. Cha ông là Dương Văn Thân (Hai Thân), ông nội là phó tướng Dương Văn Hạnh thuộc nghĩa quân Trương Công Định bị giặc pháp xử chém ở Lý Nhơn. Sau khi nghĩa quân Dương Văn Hạnh tan rả gia đình phải chịu cảnh tá điền cực khổ làm công cho điền chủ tai sai của Pháp, Dương Văn Thân không chịu cảnh nô dịch chống lại điền chủ nên bị bắt đánh thừa sống thiếu chết, anh em trong cuộc nổi dậy chống điền chủ( trong đó có Năm Điền) đã giúp ông trốn thoát và đưa về gia đình, thấy cảnh không thể sống tiếp tám hộ gia đình (trong đó có gia đình Hai Thân) bỏ xứ xuôi dòng Xẻo Rô trốn về Bến Tre, trên đường đi Hai Thân qua đời do thương tích đòn roi của bọ điền chủ, từ đó ông cùng gia đình lập nghiệp ở Bến Tre, ông sớm lên Sài Gòn làm ăn từ nhỏ. Ông còn có các tên gọi Ba Lê, Sáu Phận, Ông Sáu Nam Vang. Có nguồn cho rằng ông sinh ra trong một gia đình lưu dân vùng Ngũ Quảng (miền Trung Việt Nam), nhưng cũng có nguồn nói ông xuất thân trong một gia đình nghèo ở Cù lao Minh. Ông là con của ông Ngô Văn Mà và bà Lưu Thị Biểu. Cha ông là người có tinh thần chống Pháp nên trở thành đối tượng bị theo dõi của chính quyền Pháp thuộc. Dương sớm mồ côi cha khi mới 3 tháng tuổi và từ đó ông mang họ mẹ, theo mẹ đi tha phương cầu thực. Mẹ ông sau đó lấy chồng mới, và người cha kế rất yêu thương Dương như con ruột, đùm bọc Dương Văn Dương thời niên thiếu ở cầu Rạch Đỉa, làng Tân Quy, huyện Nhà Bè (Quận 7 ngày nay).
Dương Văn Dương có tính tự lập cao và thích ngao du. Lúc trẻ, ông chăn vịt chạy đồng khắp miền đồng ruộng Nhà Bè, Cần Giuộc, Cần Đước, Gò Công, nhờ đó học võ ở nhiều thầy. Năm 1936, cha kế mất. Năm 1939, ông quay trở lại cầu Rạch Đỉa, làng Tân Quỳ, Nhà Bè dạy võ và trở thành một võ hiệp giang hồ. Ông cũng kiêm nghề bảo hiểm bình dân cho các chủ ghe thương hồ trên kinh Cây Khô, ngay cửa ngõ Sài Gòn. Ông được miêu tả là người nghiêm nghị, ít nói, nhưng hòa nhã, thân thiện, lạc quan và kiên trì, tài đức song toàn.
Ông xưng "anh chị" trong giới giang hồ ở Chánh Hưng, Chợ Lớn; trong đám "em út" có Bảy Viễn (Lê Văn Viễn), Mười Trí (Huỳnh Văn Trí), Hai Vĩnh (Mai Văn Vĩnh), Bảy Môn (Võ Văn Môn), Năm Hà (Dương Văn Hà) v.v. sau này phần lớn đều theo kháng chiến chống Pháp. Ông nổi tiếng là tay giang hồ hảo hán, mỗi khi thu phục một băng nhóm nào, ông không truy đuổi đến cùng mà mở cho họ con đường được lựa chọn. Cách cư xử này đã dần liên kết giang hồ khắp nơi, tôn ông là thủ lĩnh giới giang hồ Bình Xuyên. Do uy tín trong giới anh chị giang hồ, ông được mời làm bảo kê bến xe Tây Ninh – Phnôm Pênh một thời gian. Ông được xem là một trong những thủ lĩnh của giới lục lâm thảo khấu Nam Kỳ bấy giờ.

## Binh nghiệp
Năm 1940, cùng với em ruột (có tài liệu là em cùng cha khác mẹ) là Năm Hà, ông vào làm công nhân cho hãng đóng tàu Nichinan của Nhật (có khuynh hướng thân Nhật). Sau đó Ba Dương lập ra Thanh niên cảm tử đoàn (còn gọi là hải quân Bình Xuyên) toàn là dân thuộc giới giang hồ, em út ông, trụ sở đặt tại chợ Tân Quy (thuộc Nhà Bè). Ông sau đó liên hệ với một số cán bộ của Đảng Cộng sản Đông Dương như Ba Của, Hai Lân, Tư Huệ, v.v. và nhờ đó tăng cường nhận thức chính trị cùng cái nhìn thời cuộc. Khi Nhật đảo chính Pháp năm 1945, ông bỏ làm việc ở hãng đóng tàu Nichinan về Tân Quy sau khi cướp được một số súng của quân đội Nhật để võ trang cho lực lượng mình gọi là Bộ đội Ba Dương.
Cách mạng tháng Tám nổ ra, ông dạy võ cho Thanh niên Tiền phong Cần Giuộc, tham gia cướp chính quyền. Sau khi quân Anh – Pháp gây hấn, Dương Văn Dương thống nhất Bộ đội Ba Dương và một số các lực lượng quân sự tự phát lại thành bộ đội Bình Xuyên. Ngày 10 tháng 10 năm 1945, Hội nghị Xứ ủy Nam Bộ thành lập khu 7 gồm thành phố Sài Gòn và các tỉnh Gia Định, Chợ Lớn, Biên Hòa, Bà Rịa (gồm Vũng Tàu), Thủ Dầu Một và Tây Ninh. Tháng 11 năm 1945, ông được cử làm chỉ huy trưởng các lực lượng Nhà Bè, Tân Thuận, Bình Đông ở Mặt trận số 4, bao vây mặt nam Sài Gòn.
Sau khi Nguyễn Bình, đặc phái viên Trung ương Chính phủ Liên hiệp Lâm thời Việt Nam Dân chủ Cộng hòa, vào Nam Bộ, các lực lượng vũ trang chống Pháp được tổ chức lại. Lực lượng do Dương Văn Dương lãnh đạo, là lực lượng quân sự mạnh nhất ở Đông Nam Bộ, được tổ chức thành các chi đội, hợp thành Liên khu Bình Xuyên. Tháng 12 năm 1945, Dương Văn Dương được Khu bộ trưởng Nguyễn Bình chỉ định chức vụ làm Khu bộ phó Khu 7. Quyết định bổ nhiệm Khu bộ phó được Khu bộ trưởng Nguyễn Bình đích thân mang đến trao tận tay ông để tỏ lòng mến trọng. Lúc 9 giờ sáng ngày 1 tháng 1 năm 1946, Dương Văn Dương chỉ huy trận tập kích ở thị xã Biên Hoà và trận này được đánh giá là chiến thắng vang dội theo chỉ đạo của Khu bộ trưởng Nguyễn Bình và Ba Dương trực tiếp cầm quân.
Đầu năm 1946, quân Pháp đã chiếm hầu hết các tỉnh miền trung Nam Bộ, trừ tỉnh Bến Tre. Dương Văn Dương được lệnh chỉ huy một bộ phận quân Bình Xuyên vượt sông Soài Rạp từ Rừng Sác về Bến Tre cứu nguy cho mặt trận An Hóa – Giao Hòa. Không may, ông bị máy bay Spitfire của Pháp bắn chết tại ấp Hồ Sen, xã Bình Thành, huyện Giồng Trôm. Ngày mất của ông có nhiều nguồn ghi khác nhau như 7 tháng 2 năm 1946 (mùng 6 Tết Bính Tuất); hoặc 16 tháng 2 năm 1946; hay 17 tháng 2 năm 1946 (16 tháng Giêng năm Bính Tuất); 20 tháng 2 năm 1946 (19 tháng Giêng năm Bính Tuất); 22 tháng 2 năm 1946.

## Tưởng niệm
Lực lượng Bình Xuyên sau đó được tổ chức chính quy và được đặt tên là Trung đoàn Dương Văn Dương.
Ngay sau khi ông tử trận, Chủ tịch Hồ Chí Minh đã gửi mật điện chia buồn với gia đình. Ngày 5 tháng 8 năm 1948, nhà nước Việt Nam Dân chủ Cộng hòa đã truy phong ông là liệt sĩ, Thiếu tướng Quân đội Quốc gia Việt Nam, là vị tướng được truy phong đầu tiên của miền Nam Việt Nam.
Năm 1947, tên ông còn được đặt cho một con kênh ở Mộc Hóa, Tân An (tên cũ là Lagrange). Tên này còn được giữ lại cho đến ngày nay.
Ngày 7 tháng 4 năm 2000 Thành phố Hồ Chí Minh đã đặt tên đường Dương Văn Dương cho một đường hẻm mới được mở rộng từ năm 1996, dài khoảng 450 mét, nằm trên địa bàn phường 16 quận Tân Bình, nay thuộc quận Tân Phú từ Siêu thị Nhật Bản AEON đến đường Đỗ Thừa Luông.
Ngày 23 tháng 6 năm 2014, Chủ tịch Ủy ban nhân dân thành phố ban hành Quyết định số 3078/QĐ-UBND về thành lập trường Trung học phổ thông Dương Văn Dương đặt tại Ấp 2, xã Phú Xuân, huyện Nhà Bè, Thành phố Hồ Chí Minh.